# Egilsskarð
Egilsskarð är ett berg i republiken Island. Det ligger i regionen Västlandet, 110 km nordväst om huvudstaden Reykjavík. Toppen på Egilsskarð är 433 meter över havet.
Närmaste större samhälle är Ólafsvík, omkring 14 kilometer nordväst om Egilsskarð.